# Lu Rong

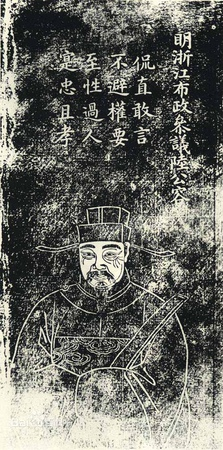
Lu Rong

Lu Rong (xinès tradicional: 陆容, xinès simplificat: 陆容, pinyin: Lù Róng (1436－1494) va ser un estudiós xinès. N'és també conegut sota el nom de cortesia (zi) Wenliang (文量) i el pseudònim (hao) Shizhai (式斋). Va rebre el seu títol jinshi en 1466. El seu treball més conegut és Shuyuan Zaji (椒园杂记), el títol del qual ha sigut traduït per Apunts aleatoris des del jardí de fesols, Notes diverses en el jardí de fesols, o Registres diversos des del jardí de fesols.